# Zababa-shuma-iddina
Zababa-shuma-iddina (Zababa-šuma-iddina) (1157 v.Chr.) is volgens de Babylonische koningslijst de laatste Kassitische heerser van Babylon voor de Elamitische invasie. Hij is niet uit contemporaine bronnen gekend, waardoor men vermoedt dat hij slechts zeer kort regeerde. Een latere Babylonische epische tekst verwijst naar zijn afzetting.